# Leonardo Ferreira
Leonardo Ferreira, meglio noto come Leozinho (Fortaleza, 7 giugno 1988), è un calciatore brasiliano, attaccante del Baltar.

## Caratteristiche tecniche
Gioca da seconda punta ma può essere impiegato anche come ala in un tridente.